# 크리스티네 브링커

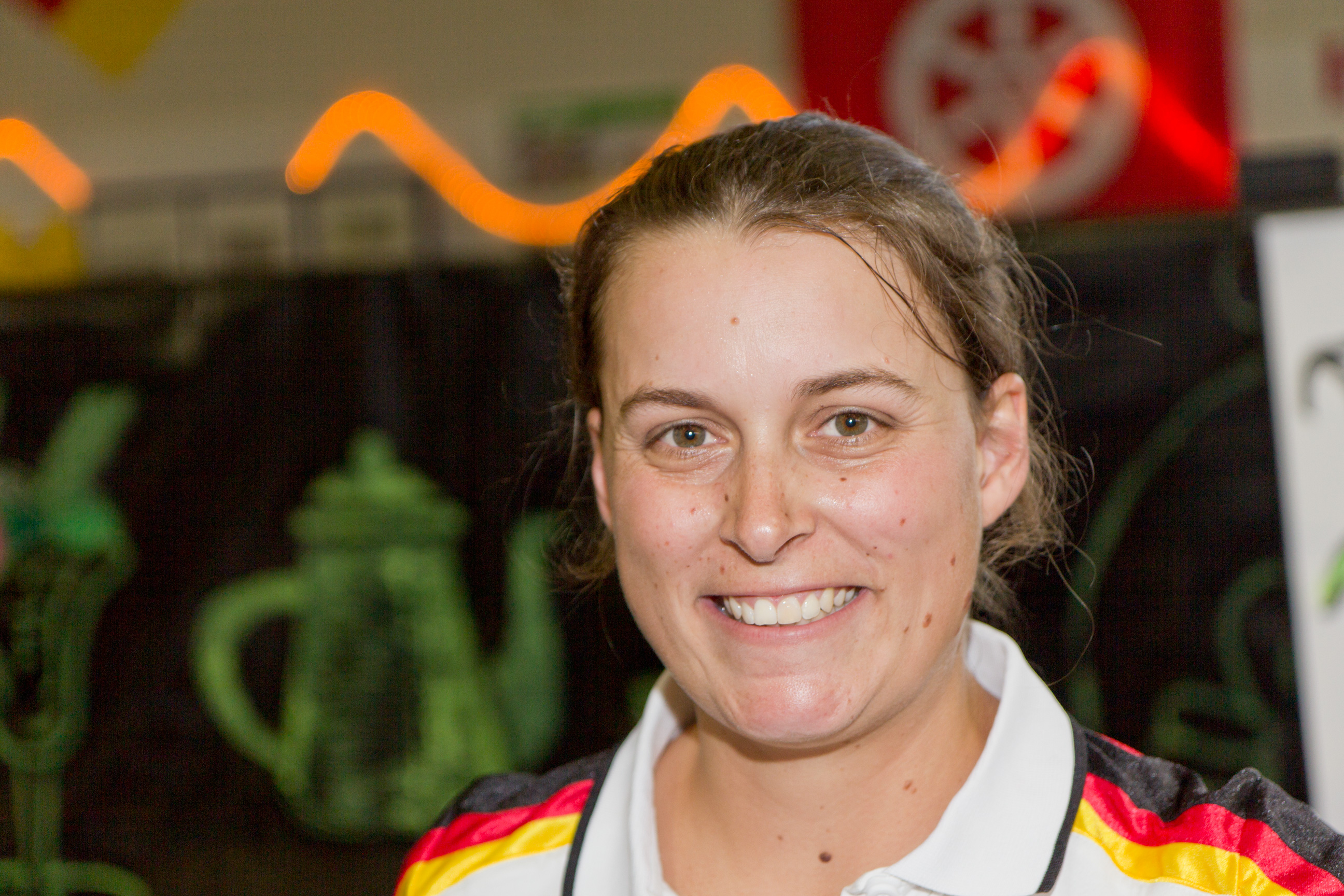
Christine Wenzel, 2012

크리스티네 브링커 (Christine Brinker, 1981년 7월 10일 ~)는 이벤뷔렌에서 태어난 독일의 사격 선수이다. 그녀는 2000년부터 사격을 시작했다.